# 比利亚卡里略
比利亚卡里略，是西班牙安达卢西亚自治区哈恩省的一个市镇。总面积240平方公里，总人口11021人（2001年），人口密度46人/平方公里。